# كأس تركيا 2015–16
كأس تركيا 2015–16 (بالتركية: 2015-16 Türkiye Kupası)‏ هو الموسم 54 من كأس تركيا. أقيم خلال الفترة 2 سبتمبر 2015 وحتى 26 مايو 2016، وأشرف على تنظيمه اتحاد تركيا لكرة القدم، وكان عدد الأندية المشاركة فيه 156، وفاز فيه غلطة سراي.